# ハモンド - ホワイティング駅
ハモンド - ホワイティング駅（英語：Hammond–Whiting Station）は、インディアナ州ハモンド ノース・キャルメット・アヴェニュー1135にある駅。 全米各地を結ぶ旅客鉄道のアムトラックが乗り入れている。

## 概要
当駅はアムトラックによって1982年に建設された。黒い鋼板の片持ち屋根を持ち、多彩な茶色のレンガで構成されている典型的な当時の平屋の建物である。深い庇は悪天候から建物を保護している。

## 利用可能な鉄道路線／列車
アムトラックの停車する列車は下記の通り。
シカゴとポンティアック間の昼行中距離列車ウォルバリン号… 1日1.5往復停車
※（シカゴ方面の列車は下車のみ可能）